# Confessions d'une femme
Confessions d’une femme est une nouvelle de Guy de Maupassant, parue en 1882.

## Historique
Confessions d’une femme est initialement publiée dans la revue Gil Blas du 28 juin 1882, sous le pseudonyme Maufrigneuse, puis dans le recueil posthume Le Père Milon en 1899.

## Résumé
Une vieille femme raconte pourquoi elle a été infidèle à son mari. Mariée depuis un an à Hervé de Ker, un homme qu’elle n’aime pas, elle habite dans le triste château familial de son mari au milieu d’un pays désert.
Un soir, son mari la convie à une chasse nocturne au renard. Tout a coup, un homme apparaît dans la nuit. Le mari le tue, prend sa femme, la soulève et la jette sur le cadavre de l’homme : il pensait que c’était son amant qui venait la rejoindre. Paquita, la bonne, arrive en courant et se jette sur Hervé : c’est son amant à elle qu’Hervé a tué. Le coupable constate le gâchis et s’excuse auprès de la pauvre fille. C’est à ce moment que l'épouse décide de lui être infidèle.

## Édition française
- Confessions d’une femme, dans Maupassant, Contes et Nouvelles, texte établi et annoté par Louis Forestier, éditions Gallimard, Bibliothèque de la Pléiade, 1974  (ISBN 978 2 07 010805 3).